# Teoria fałdów bocznych

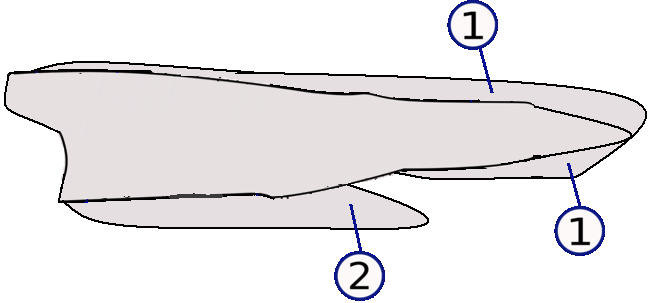
Fałdy boczne u pierwszych kręgowców.
1 – fałd grzbietowo-ogonowy
2 – parzyste fałdy boczne

Płetwy współczesnych ryb

Teoria fałdów bocznych – jedna z dwóch głównych teorii wyjaśniających rozwój płetw u kręgowców wodnych (bezżuchwowców i ryb), przeciwstawiana tzw. teorii Gegenbauera. Powstała po odkryciu w XIX w. licznych dobrze zachowanych szkieletów rekinów w łupkach z Cleveland (Ohio).
Teoria fałdów bocznych zakłada, że płetwy powstały przez przekształcenie fałdów nabłonka występujących u pierwotnych kręgowców lub strunowców, przypominających współczesnego lancetnika. Zgodnie z tą teorią z fałdu grzbietowo-ogonowego powstały płetwy nieparzyste (płetwa grzbietowa, ogonowa i odbytowa). Z dwóch ciągłych fałdów bocznych, takich jak np. u anaspidów, przez rozdzielenie ich na część piersiową i brzuszną, wykształciły się płetwy parzyste (piersiowe i brzuszne). Z biegiem czasu do płetw parzystych i płetwy ogonowej wniknęły włókna mięśniowe i elementy kostne, które wzmocniły je i umożliwiły pełnienie funkcji lokomocyjnych.
Ponowne zbadanie materiału z Cleveland podważyło argumenty autorów tej teorii. Wykazano, że u badanych rekinów występowały już elementy wspierające  płetwy, a teoria fałdów bocznych oparta była na obserwacjach niedostatecznie wypreparowanych okazów. Teoria ta nie została odrzucona, nie zaproponowano nowszej hipotezy, natomiast podejmowane są próby łączenia obydwu teorii. 